# Trująca
Trująca (Złoty Potok) – potok w województwie dolnośląskim, prawy dopływ Nysy Kłodzkiej mający ujście w Zalewie Paczkowskim.
W systemie gospodarki wodnej stanowi jednolitą część wód powierzchniowych Trująca. Do 2023 miała krajowy kod RW60004123529 i typ 4 (potok wyżynny krzemianowy z substratem gruboziarnistym – zachodni), a od 2023 kod RW6000031235129 i typ RW_krz (potok lub mała rzeka wyżynna na podłożu krzemianowym). Na Mapie Podziału Hydrograficznego Polski ma identyfikator 12352.

## Nazwa
Nazwę „Trująca” dla cieku o dotychczasowej nazwie niemieckiej Gift Bach wprowadzono w 1951. Nazwę tę podtrzymuje również wykaz hydronimów Komisji Nazw Miejscowości i Obiektów Fizjograficznych. Na niemieckich mapach występował również jako Gold Bach. W literaturze spotykana jest też forma „Trujący Potok”. Na Mapie Podziału Hydrograficznego Polski oprócz podstawowej nazwy wymieniona jest oboczna „Złoty Potok”. Tak jest on określany również w lokalnych dokumentach. Czasem przedstawiany jest obraz, że ciek powyżej kopalni złota i arsenu w Złotym Stoku nazywa się „Złotym Potokiem”, a poniżej rzeką „Trującą”.
Nazwa „Złoty Potok” jest używana również dla lewostronnego dopływu Trującej o długości 1,5 km płynącego w okolicy Chwalisławia. Na niektórych mapach to on jest uznany za źródłowy odcinek całego cieku.

## Przebieg
Potok ma źródło w Górach Złotych, poniżej Jawornika Wielkiego i Małego, na wysokości ok. 661 m n.p.m., a uchodzi do Zalewu Paczkowskiego na wysokości 222 m n.p.m. mniej więcej na trójstyku gmin Złoty Stok, Kamieniec Ząbkowicki i Paczków. Praktycznie cały przebieg potoku mieści się w granicach tej pierwszej gminy. Leżą nad nim miejscowości Złoty Stok i Błotnica. Oprócz bezimiennych jedynym większym dopływem jest potok Pusta wpadający do Trującej od prawej strony w pobliżu jej ujścia. W górnym biegu potoku znajduje się dolina Złoty Jar z dawnymi kamieniołomami. Potok ma długość 11 km, a spadek 29,1‰. Przepływ w okolicach Złotego Stoku zmierzony w grudniu 1996 wynosił 43 l/s.

## Jakość wód
Na jakość wód Trującej ma wpływ działalność górnicza sięgająca co najmniej XIII wieku i zakończona w połowie XX wieku. Podłoże geologiczne zawiera m.in. lelingity i arsenopiryty, ale także pirotyny, piryty, chalkopiryty, magnetyty, galeny, sfaleryty czy fluoryty. Działalność górnicza ma wpływ na warunki hydrogeologiczne zarówno pod względem ilości, jak i jakości wód. Mimo jej zaprzestania, przepływ wód Trującej jest zmodyfikowany przez stworzenie pokopalnianego systemu infiltracji. Potok zasilany jest przez kilka sztolni (Czarna, Emanuel i Gertruda). Również niektóre źródła o nieznanej genezie mogą być dawnymi sztolniami, o czym świadczy ich nietypowa dla naturalnych źródeł tego regionu hydrodynamika. Do wody dostają się też substancje wypłukiwane z hałd pozostałych po kopalni złota (współcześnie zajmowanej przez Muzeum Górnictwa i Hutnictwa Złota w Złotym Stoku) zawierające m.in. arsen. Ze względu na bliskość surowca w Błotnicy w przeszłości wytwarzano arszenik, co również wpływa na skład wód podziemnych i powierzchniowych okolicy. Osady pokopalniane zalegają głównie na północny wschód od Złotego Stoku, a odzłocone wypałki na terenie dawnej kopalni. Żużel z hut składowany jest także w okolicach Złotego Jaru, przy czym w znacznej mierze arsen jest w tych złożach silnie związany chemicznie, a złoża są porośnięte roślinnością. Część odpadów pokopalnianych i pohutniczych została użyta jako podkład budowlany dróg i placów, a wcześniej także budynków. W Złotym Stoku po zakończeniu wydobycia złota i arsenu działają inne zakłady zmieniające na przestrzeni lat profil z przetwórstwa arsenu do wytwarzania farb, rozpuszczalników czy unieszkodliwiania odpadów. Ich działalność również przyczynia się do zanieczyszczenia wód. Zarządzają one legalnym składowiskiem odpadów, w przypadku którego stwierdzano nieprawidłowości. Ponadto w okolicy znajdują się nielegalne składowiska (na początku XXI wieku ponad 10), z których odpływ zanieczyszcza wody.
Parametry fizyczno-chemiczne wody potoku poniżej sztolni Gertruda w 1996 przedstawiały się następująco: pH – 7,33 i przewodność elektrolityczna właściwa – 0,122 mS/cm. Rozpuszczone były w niej następujące substancje: HCO3 – 74,4 mg/l, SO4 – 80 mg/l, Cl – 6,5 mg/l, NO3 – 4,4 mg/l, Ca – 30,9 mg/l, Mg – 9,6 mg/l, Na – 8 mg/l, K – 1,9 mg/l, Fe – 0,03 mg/l, As – 10 mg/l, Mn – 0,2 mg/l, Al – niewykrywalny, F – 0,4 mg/l, Ba – niewykrywalny, Ni – 0,003 mg/l, Zn – 0,04 mg/l, Co – 0,01 mg/l, Cr – 0,07 mg/l, Cu – poniżej granicy oznaczalności (<16 μg/l), Pb – niewykrywalny, Hg – 8,4 μg/l. Szczególnie wysokie w stosunku do wartości typowych, co najmniej kilkukrotnie przekraczające normy dla wody pitnej, są wartości arsenu i rtęci.
Oprócz wpływu wód związanych z dawnymi kopalniami i związanym z nimi przemysłem, na jakość wód Trującej mają wpływ ścieki wprowadzane z oczyszczalni działających w Złotym Stoku. W 2004 odprowadzano 260 m³/d ścieków z oczyszczalni komunalnej i 23 m³/d ścieków z oczyszczalni Zakładów Tworzyw i Farb. Pogorszenie stanu ekologicznego wód poniżej Złotego Stoku stwierdzono w ramach monitoringu jakości wód w 2011. Powyżej tego miasta wskaźnik okrzemkowy i parametry fizyczno-chemiczne wskazywały na pierwszą klasę jakości, a w pobliżu Błotnicy na trzecią.
W 2017 stan ekologiczny Trującej sklasyfikowano jako umiarkowany, o czym zadecydowały Makrofitowy Indeks Rzeczny i wskaźnik okrzemkowy, podczas gdy stan biocenoz zwierząt (makrozoobentosu i ryb) był dobry. Normy stanu dobrego przekroczyły również wskaźniki związane z zasoleniem (przewodność elektrolityczna, zawartość siarczanów, chlorków, jonów wapnia i magnezu). Woda była lekko zasadowa (pH – 8,3). Warunki tlenowe i zawartość różnych związków azotu spełniały normy stanu dobrego lub bardzo dobrego, ale nie spełniała ich zawartość fosforu ogólnego i fosforanów. Liczne monitorowane substancje spełniały normy stanu dobrego (zawartość niektórych była poniżej granicy oznaczalności), ale przekroczone zostały normy dla arsenu i antymonu. Stan chemiczny wód sklasyfikowano jako poniżej dobrego, ze względu na przekroczenie norm dla benzo-α-pirenu i ołowiu (rtęci wówczas nie zbadano). Średnioroczna zawartość arsenu na stanowisku przy moście na drodze Błotnica-Topola wyniosła wówczas 4,9 mg/l. Przekroczenie norm dobrego stanu ekologicznego dla zawartości arsenu wówczas było ponadtysiąckrotne, podczas gdy w innych monitorowanych wodach w Polsce problem ten nie występuje (z wyjątkiem okolic Huty Miedzi Legnica, gdzie zawartość arsenu jest i tak mniejsza niż w Trującej). Również niektóre inne cieki w okolicy nie wykazują zanieczyszczenia arsenem. W 2020 norma jest przekroczona stukrotnie.
Duża zawartość arsenu w wodzie potoku w XX wieku powodowała jej toksyczność, w tym onkogenność. W związku z tym ukuto określenie „choroba złotostocka”, a ujęcie wody pitnej przebudowano, wzmacniając jej uzdatnianie. Z kolei na początku XX w. na bazie wód określanych jako żelazisto-arsenowe wypływających z jednej z opuszczonych sztolni podjęto próbę utworzenia uzdrowiska nad potokiem w Złotym Stoku, gdyż uważano wówczas że woda zawierająca arsen ma właściwości lecznicze.

## Przyroda
Niezależnie od monitoringu jakości wód wykonywanego w ramach państwowego monitoringu środowiska, w tym stanu makrozoobentosu, w połowie drugiej dekady XXI wieku wykonano inne badania tej grupy organizmów w Błotnicy, obliczając wskaźnik bioróżnorodności Margalefa i BMWP-PL, uzyskując wynik odpowiadający słabemu stanowi ekologicznemu. Wśród wodnych bezkręgowców nie znaleziono organizmów wrażliwych na zanieczyszczenia. Przed powstaniem zbiornika Kozielno w potoku stwierdzano pstrąga potokowego, śliza i strzeblę potokową.
Górny odcinek potoku, powyżej Złotego Stoku, przepływa przez Śnieżnicki Park Krajobrazowy. Jego obszar częściowo pokrywa się z dwoma obszarami mającymi znaczenie dla Wspólnoty systemu Natura 2000 – Góry Złote (PLH020096) i Kopalnie w Złotym Stoku (PLH020007). Wyznaczono je głównie dla ochrony organizmów lądowych, w tym zimujących w sztolniach nietoperzy. Z Trującą związane są zdegradowane lasy łęgowe.